# Итьях
Итьях (Итъях; устар. Ить-Ях) — река в России, протекает по Ханты-Мансийскому АО, Ханты-Мансийском районе. Река образуется слиянием Тутлейммозым и Ай-Тутлейммозым, течёт по болотистой безлюдной местности преимущественно на юг, ближе к устью поворачивает на юго-запад. Устье реки находится в 79 км по левому берегу реки Назым. Длина реки составляет 164 км, площадь водосборного бассейна 2210 км².
Высота истока — 68,6 м над уровнем моря.
Около устья расположен нежилой населённый пункт Новый Назым.

## Притоки
- 6 км: река без названия
- 68 км: Иуоюган
- 82 км: Нюхасъюган
- 92 км: река без названия
- 141 км: Нюрымсоим (приток Итьяха)
- 142 км: Прюувюджанъюган
- 148 км: Венаюган
- 151 км: Муркасоим
- 164 км: Ай-Тутлейммозым
- 164 км: Тутлейммозым

## Данные водного реестра
По данным государственного водного реестра России относится к Верхнеобскому бассейновому округу, водохозяйственный участок реки — Обь от города Нефтеюганск до впадения реки Иртыш, речной подбассейн реки — Обь ниже Ваха до впадения Иртыша. Речной бассейн реки — (Верхняя) Обь до впадения Иртыша.